# Concrete Cowboy
Concrete Cowboy ist ein Filmdrama von Ricky Staub, das im September 2020 beim Toronto International Film Festival seine Premiere feierte und am 2. April 2021 in das Programm von Netflix aufgenommen wurde. Der Film basiert auf dem Roman Ghetto Cowboy von Greg Neri.

## Handlung
Der 15-jährige Cole wurde von seiner Schule in Detroit geworfen und von seiner Mutter bei seinem Vater Harp im 600 Meilen entfernten Philadelphia abgesetzt. Cole kennt seinen Vater nicht. Der verbringt seine Zeit am liebsten in den Ställen bei den Pferden in der Fletcher Street, denn in der Stadt wird eine Cowboy-Subkultur lebendig gehalten, die seit mehr als 100 Jahren existiert. Trotz der Armut, Gewalt und der fortschreitenden Gentrifizierung gibt diese Kultur auf dem Rücken der Pferde den Menschen in dieser Gemeinschaft Halt und Stabilität, doch die Stadt will den Club schließen.
Cole nimmt wieder mit Smush Kontakt auf, seinem besten Freund aus Kindertagen, der aber in Drogengeschäfte verwickelt ist.

## Literarische Vorlage
Der Film basiert auf dem Roman Ghetto Cowboy von Greg Neri. Die Idee für die Geschichte hatte Neri nach dem Lesen eines Artikels im LIFE Magazine im April 2005 mit dem Titel „Street Riders“ über urbane Reiter in Philadelphia und in Brooklyn und Queens. In Philadelphia wurde der Fletcher Street Urban Riding Club gegründet, in dem die urbane Cowboy-Subkultur gepflegt wird. Dieser ganz im Norden von Philadelphia, in einem der finsteren Viertel der Stadt, in der Fletcher Street, von einer Community junger afroamerikanischer Reiter seit einigen Generationen gepflegte Brauch bringt den Kindern des Viertels das Reiten bei und gilt als Hort des Friedens mitten im Ghetto. Zudem ist die Beschäftigung mit den Pferden eine pädagogisch äußerst wertvolle Methode, Kindern und auch Erwachsenen Verantwortung und Disziplin zu lehren. Die Pferde werden günstig bei Versteigerungen erworben, meistens rettet der Klub die Tiere dadurch vor dem Pferdemetzger. Die Umgebung der Fletcher Street ist von einer hohen Arbeitslosigkeit und Drogen geprägt, und der Fletcher Street Urban Riding Club hat es sich zur Aufgabe gemacht, den Kindern, die sonst von keiner Seite Unterstützung erfahren, ein positives Umfeld und eine gewisse Stabilität zu bieten.

## Produktion
Ricky Staub gibt mit Concrete Cowboy sein Regiedebüt. Gemeinsam mit Dan Walser adaptierte er auch Neris Buch für den Film.
Der Nachwuchsschauspieler Caleb McLaughlin spielt Cole, Idris Elba seinen Vater Harp. Jharrel Jerome spielt Smush, Coles besten Freund aus Kindertagen In weiteren Rollen sind Lorraine Toussaint, Swen Temmel, Byron Bowers und Jennifer Butler zu sehen.
Die deutsche Synchronisation entstand nach der Dialogregie von Marius Clarén im Auftrag der Christa Kistner Synchronproduktion GmbH, Potsdam. Oliver Stritzel leiht in der deutschen Fassung Elba in der Rolle von Harp seine Stimme, Oliver Szerkus seinem von McLaughlin gespielten Sohn Cole.
Die Dreharbeiten fanden im Sommer 2019 in Philadelphia statt.
Die Premiere erfolgte am 13. September 2020 beim Toronto International Film Festival. Zudem befand er sich auch in einer Auswahl von Filmen, die beim Telluride Film Festival gezeigt werden sollten. Der erste Trailer wurde Mitte März 2021 vorgestellt. Am 2. April 2021 wurde er in das Programm von Netflix aufgenommen.

## Rezeption

### Kritiken
Der Film konnte 80 Prozent der Kritiker bei Rotten Tomatoes überzeugen.
Eric Kohn von IndieWire schreibt, auch wenn Hollywood wirklich versucht haben mag, schwarze Cowboys aus den Geschichtsbüchern zu streichen, wie einige von ihnen im Film beklagen, lege Concrete Cowboys gleichzeitig auch nahe, dass es noch viele weitere Geschichten über schwarze Cowboys geben dürfte, die es sich zu erzählen lohnt. Besonders wenn am Ende des Films einige der Fletcher-Street-Reiter ihren Auftritt haben, zeige sich, wie einzigartig attraktiv das alles ist, worin Kohn das Potenzial für einen Dokumentarfilm über diese verbliebenen Reiter von heute erkennt.
Peter Debruge von Variety bemerkt, wie Chloé Zhaos The Rider behandele der Film seine Themen wie Figuren und nehme sich aus Gründen der Dramaturgie in einzelnen Details gewisse Freiheiten. Der Film fühle sich poetisch an und erkläre dem Publikum, dass es in Hollywood-Filmen schon immer schwarze Cowboys gab, man sie nur nicht zu Gesicht bekam. Concrete Cowboy berichtige dies, respektiere dabei aber auch die Tradition dieser Cowboys, indem er eher reflektiert als dazuerfindet.
Martin Schwickert schreibt, Concrete Cowboy sei voller Bilder von lyrischer Schönheit, die sich ins filmische Gedächtnis einbrennen, so wenn die Cowboys durch die urbanen Ghetto-Landschaften reiten oder sich neben der Straße ein Wettrennen mit dem Schulbus liefern. Idris Elba sehe im Sattel verdammt cool aus und würde John Wayne locker in die Tasche stecken, so Schwickert, und wenn am Ende die echten Cowboys aus der Fletcher Street ins Bild kommen, blicke man in strahlende, charismatische Gesichter, in die sich die Härten des Lebens und das Glücksgefühl des Reitens gleichermaßen eingeschrieben haben.

### Auszeichnungen
Black Reel Awards 2021
- Nominierung als Bester Independent-Film (Ricky Staub)
- Nominierung als Bester Nachwuchsschauspieler (Caleb McLaughlin)[22]

Palm Springs International Film Festival 2021
- Aufnahme in die Liste „10 Directors to Watch“ (Ricky Staub)[23]